# Дубоко израњање
Дубоко израњање (енгл. Deep Rising), или алтернативно Сабласни океан, је амерички научнофантастични акциони хорор филм из 1998. године, у режији Стивена Самерса, а по његовом сценарију. Главне улоге играју: Трит Вилијемс, Фамке Јансен и Ентони Хилд.
Након што су посада и путници луксузног брода у Јужним морима брутално убијени од стране чудовишта, банда крадљиваца драгуља нађе се заробљена на броду.

## Радња
Аргонаутика, најскупљи и најлуксузнији брод за крстарење на свету, изграђен новцем милијардера Кантона, кренула је на своје прво крстарење око света. Овај брод вредан 487,6 милиона долара привукао је пажњу свих врста преваранта, попут међународне преваранткиње и лопова Трилијан Сент Џејмс и тима плаћеника под командом Хановера. Али, како се касније испоставило, највећи преварант је сам Кантон, који је, потрошивши готово све своје богатство на изградњу Аргонаутике, изненада открио да приход од крстарења брода не покрива трошкове његовог одржавања, и сада жели да врати бар део свог новца. У том циљу, он онемогућава сву електронику у возилу и слаже се са Хановером да ће он и његови људи заузети и поплавити Аргонаутику, због чега ће Кантон накнадно добити осигурање.
Догађаји у филму одвијају се у време када се брод налази у Јужном кинеском мору. На овом месту, као у озлоглашеном Бермудском троуглу, вековима су нестајали бродови. Овде је такође истакнута контактна тачка са „Аргонаутиком“ и са Хановером и његовим тимом од пет људи; њихова мета су драгуљи који се налазе у сефу на броду. Они су унајмили велики војни глисер под командом бившег морнара Финигана. Њега и његове помоћнике Фантучија и Лејлу ангажовали су Хановерови насилници, иако нису знали за то - све је постало јасно тек након директног напада на брод.
Али „Аргонаутика“ из непознатог разлога стоји, потпуно без струје и са избушеним трупом. У авиону није било ниједног путника, све около је било умрљано крвљу и посуто унакаженим лешевима. Убрзо су откривена три преживела - капетан брода Атертон, његов власник Кантон и Трилијан. Након њиховог збуњеног и неразумљивог објашњења, они који су стигли на брод лично су се уверили у узрок смрти путника – џиновског праисторијског морског чудовишта – хибрида хоботнице и црва, сличног породици Archeo Ottoia (Отоја), која је сматрана изумрлим. Како Кантон објашњава, ово створење, нападајући особу, исисава сву течност из његовог тела, остављајући само костур.
После неколико сати, током којих су људи покушавали да се херојски одупру хоботници (тачније, њеним независним пипцима са чељустима), у животу су остала само тројица - Финеган, Трилијан и Пантучи. Финеган и Трилијан беже на скутеру од хоботнице која их јури. У овом тренутку Кантон се спушта до чамца – али га стављају на аутопилота са напетим торпедима (исто оним којима је борбена група намеравала да потопи брод) за накнадни удар на брод. Кантон покушава да укључи команде, али не успева, а чамац удари у Аргонаутику и разнесе је, разневши је у комаде заједно са хоботницом која се населила на њега.
Финеган и Трилијан искачу на скутеру из брода који је експлодирао у последњем тренутку, а затим слете на оближње пусто острво. Радују се, уверени да је све иза њих. Пантучи доплива до њих. Али на крају чују страшне крике неког новог чудовишта; како се камера удаљава, види се како неко, приближавајући им се, разбацује дрвеће у страну, а у позадини се види активни вулкан који тек почиње да еруптира.